# Laurence Olivier Award for Best Set Design
Der Laurence Olivier Award for Best Set Design (deutsch: Laurence Olivier Award für das beste Bühnenbild) ist ein britischer Theater- und Musicalpreis, der erstmals 1976 vergeben wurde.

## Geschichte und Hintergrund
Die Laurence Olivier Awards werden seit 1976 jährlich in zahlreichen Kategorien von der Society of London Theatre vergeben. Sie gelten als höchste Auszeichnung im britischen Theater und sind vergleichbar mit den Tony Awards am amerikanischen Broadway. Ausgezeichnet werden herausragende Darsteller und Produktionen einer Theatersaison, die im Londoner West End zu sehen waren. Die Nominierten und Gewinner der Laurence Olivier Awards „werden jedes Jahr von einer Gruppe angesehener Theaterfachleute, Theaterkoryphäen und Mitgliedern des Publikums ausgewählt, die wegen ihrer Leidenschaft für das Londoner Theater“ bekannt sind. Eine der Preiskategorien ist der Laurence Olivier Award for Best Set Design, der erstmals 1976 vergeben wurde. Die Auszeichnung hieß zunächst Laurence Olivier Award for Designer of the Year und wurde 1991 in Laurence Olivier Award for Best Set Design umbenannt.

## Gewinner und Nominierte
Die Übersicht der Gewinner und Nominierten listet pro Jahr die nominierten Bühnenbildner und Produktionen. Der Gewinner eines Jahres ist grau unterlegt und fett angezeigt.

### 1976–1979
| Jahr                              | Designer                    | Produktion              |
| 1976                              |                             |                         |
| --------------------------------- | --------------------------- | ----------------------- |
| 1976                              | Abd’Elkader Farrah          | Henry IV und Henry V    |
| 1976                              | Eileen Diss                 | The Family Dance        |
| 1976                              | Ralph Koltai                | Old World and Wild Oats |
| 1976                              | Alan Tagg                   | Confusions              |
| 1977                              |                             |                         |
| John Napier                       | King Lear                   |                         |
| John Bury                         | Volpone                     |                         |
| Tazeena Firth und Timothy O’Brien | Tales from the Vienna Woods |                         |
| Ralph Koltai                      | Rosmersholm                 |                         |
| 1978                              |                             |                         |
| Ralph Koltai                      | Brand                       |                         |
| Eileen Diss                       | The Homecoming              |                         |
| Abd’Elkader Farrah                | Henry VI                    |                         |
| Tanya Moiseiwitsch                | The Double Dealer           |                         |
| 1979                              |                             |                         |
| William Dudley                    | Undiscovered Country        |                         |
| John Bury                         | Strife                      |                         |
| John Napier                       | Once in a Lifetime          |                         |
| Carl Toms                         | For Services Rendered       |                         |

### 1980–1988
| Jahr                               | Designer                                                                                      | Produktion           |
| 1980                               |                                                                                               |                      |
| ---------------------------------- | --------------------------------------------------------------------------------------------- | -------------------- |
| 1980                               | Dermot Hayes und John Napier                                                                  | Nicholas Nickleby    |
| 1980                               | John Bury                                                                                     | Amadeus              |
| 1980                               | John Gunter                                                                                   | Juno and the Paycock |
| 1980                               | Jocelyn Herbert                                                                               | Life of Galileo      |
| 1981                               |                                                                                               |                      |
| Carl Toms                          | The Provoked Wife                                                                             |                      |
| Eileen Diss                        | Measure for Measure                                                                           |                      |
| John Napier                        | Cats                                                                                          |                      |
| Saul Radomsky                      | Tonight at 8.30                                                                               |                      |
| 1982                               |                                                                                               |                      |
| John Gunter                        | Guys and Dolls                                                                                |                      |
| Abd’Elkader Farrah                 | Poppy                                                                                         |                      |
| Carl Toms                          | Windy City                                                                                    |                      |
| Ultz                               | The Twin Rivals                                                                               |                      |
| 1983                               |                                                                                               |                      |
| Ralph Koltai                       | Cyrano de Bergerac                                                                            |                      |
| John Gunter                        | The Rivals                                                                                    |                      |
| John Napier                        | Peter Pan                                                                                     |                      |
| Carl Toms                          | The Real Thing                                                                                |                      |
| 1984                               |                                                                                               |                      |
| John Gunter                        | Wild Honey                                                                                    |                      |
| Voytek Dolinski and Michael Levine | Strange Interlude                                                                             |                      |
| John Napier                        | Starlight Express                                                                             |                      |
| Carl Toms                          | The Aspern Papers                                                                             |                      |
| 1985                               |                                                                                               |                      |
| William Dudley                     | The Mysteries                                                                                 |                      |
| Alison Chitty                      | Martine and She Stoops to Conquer                                                             |                      |
| Bob Crowley                        | Henry V, Love’s Labour’s Lost und The Winter’s Tale                                           |                      |
| Philip Prowse                      | The Duchess of Malfi                                                                          |                      |
| 1986                               |                                                                                               |                      |
| William Dudley                     | Futurists                                                                                     |                      |
| Maria Björnson                     | The Phantom of the Opera                                                                      |                      |
| Bob Crowley                        | As You Like It und Les liaisons dangereuses                                                   |                      |
| Carl Toms                          | Dalliance und The Magistrate                                                                  |                      |
| 1987                               |                                                                                               |                      |
| Lucio Fanti                        | The Hairy Ape                                                                                 |                      |
| Bob Crowley                        | A Penny for a Song und Macbeth                                                                |                      |
| William Dudley                     | Girlfriends, Kiss Me, Kate und Richard II                                                     |                      |
| Kappa Senoh                        | Macbeth                                                                                       |                      |
| 1988                               |                                                                                               |                      |
| Richard Hudson                     | Andromache, Bussy D’Ambois, Candide, One Way Pendulum, The Tempest und Too Clever by Half     |                      |
| William Dudley                     | Bartholomew Fair, Cat on a Hot Tin Roof, The Changeling, The Shaughraun und Waiting for Godot |                      |
| Nick Ormerod                       | A Family Affair, Philoctetes und The Tempest                                                  |                      |
| Mark Thompson                      | Measure for Measure und The Wizard of Oz                                                      |                      |

### 1990–1999
| Jahr                  | Designer                                                              | Produktion                                                          |
| 1990                  |                                                                       |                                                                     |
| --------------------- | --------------------------------------------------------------------- | ------------------------------------------------------------------- |
| 1990                  | Bob Crowley                                                           | Ghetto, Hedda Gabler, Ma Rainey’s Black Bottom und The Plantagenets |
| 1990                  | The Design Team                                                       | Suicide for Love                                                    |
| 1990                  | Chris Dyer                                                            | The Merchant of Venice und The Wars of the Roses                    |
| 1990                  | John Napier                                                           | Miss Saigon                                                         |
| 1991                  |                                                                       |                                                                     |
| Mark Thompson         | The Wind in the Willows                                               |                                                                     |
| Tom Cairns            | Sunday in the Park with George                                        |                                                                     |
| William Dudley        | Marya                                                                 |                                                                     |
| Nigel Lowery          | The Illusion                                                          |                                                                     |
| 1992                  |                                                                       |                                                                     |
| Mark Thompson         | The Comedy of Errors und Joseph and the Amazing Technicolor Dreamcoat |                                                                     |
| Bob Crowley           | When She Danced, Murmuring Judges und The Night of the Iguana         |                                                                     |
| Ashley Martin-Davis   | The Miser und The Recruiting Officer                                  |                                                                     |
| Philip Prowse         | A Woman of No Importance und The White Devil                          |                                                                     |
| 1993                  |                                                                       |                                                                     |
| Ian MacNeil           | An Inspector Calls                                                    |                                                                     |
| Bob Crowley           | Carousel, Henry IV und No Man’s Land                                  |                                                                     |
| Jerome Sirlin         | Kiss of the Spider Woman                                              |                                                                     |
| Robin Wagner          | Crazy for You                                                         |                                                                     |
| 1994                  |                                                                       |                                                                     |
| Mark Thompson         | Hysteria                                                              |                                                                     |
| Peter J. Davison      | Medea                                                                 |                                                                     |
| Ian MacNeil           | Machinal                                                              |                                                                     |
| Anthony Ward          | The Winter’s Tale                                                     |                                                                     |
| 1995                  |                                                                       |                                                                     |
| Stephen Brimson Lewis | Design for Living und Les Parents terribles                           |                                                                     |
| Lez Brotherston       | Neville’s Island                                                      |                                                                     |
| Peter J. Davison      | Le Cid und Saint Joan                                                 |                                                                     |
| Anthony Ward          | Sweet Bird of Youth und The Tempest                                   |                                                                     |
| 1996                  |                                                                       |                                                                     |
| John Napier           | Burning Blue                                                          |                                                                     |
| John Gunter           | Skylight, Absolute Hell und Twelfth Night                             |                                                                     |
| Rob Howell            | The Glass Menagerie                                                   |                                                                     |
| Anthony Ward          | A Midsummer Night’s Dream, La Grande Magia und The Way of the World   |                                                                     |
| 1997                  |                                                                       |                                                                     |
| Tim Hatley            | Stanley                                                               |                                                                     |
| John Arnone           | Tommy                                                                 |                                                                     |
| Paul Farnsworth       | Passion                                                               |                                                                     |
| Mark Thompson         | ’Art’                                                                 |                                                                     |
| 1998                  |                                                                       |                                                                     |
| Tim Goodchild         | Three Hours After Marriage                                            |                                                                     |
| William Dudley        | The Homecoming                                                        |                                                                     |
| John Gunter           | The Peter Hall Company’s Season                                       |                                                                     |
| Rob Howell            | Chips with Everything                                                 |                                                                     |
| 1999                  |                                                                       |                                                                     |
| Anthony Ward          | Oklahoma!                                                             |                                                                     |
| Maria Björnson        | Britannicus und Phèdre                                                |                                                                     |
| William Dudley        | Amadeus und Cleo, Camping, Emmanuelle and Dick                        |                                                                     |
| Richard Hoover        | Not About Nightingales                                                |                                                                     |
| Mark Thompson         | The Blue Room und The Unexpected Man                                  |                                                                     |

### 2000–2009
| Jahr                                    | Designer                                       | Produktion                                  |
| 2000                                    |                                                |                                             |
| --------------------------------------- | ---------------------------------------------- | ------------------------------------------- |
| 2000                                    | Rob Howell                                     | Richard III, Troilus and Cressida und Vassa |
| 2000                                    | Maria Björnson                                 | Plenty                                      |
| 2000                                    | Lez Brotherston                                | Spend Spend Spend                           |
| 2000                                    | Richard Hudson                                 | The Lion King                               |
| 2001                                    |                                                |                                             |
| William Dudley                          | All My Sons                                    |                                             |
| Bunny Christie                          | Baby Doll                                      |                                             |
| Rob Howell                              | The Caretaker                                  |                                             |
| Brian Thomson                           | The King and I                                 |                                             |
| 2002                                    |                                                |                                             |
| Tim Hatley                              | Humble Boy und Private Lives                   |                                             |
| Lez Brotherston                         | The Little Foxes und A Midsummer Night’s Dream |                                             |
| Julian Crouch und Graeme Gilmour        | Shockheaded Peter                              |                                             |
| Robin Wagner                            | Kiss Me, Kate                                  |                                             |
| Anthony Ward                            | My Fair Lady                                   |                                             |
| 2003                                    |                                                |                                             |
| Bunny Christie                          | A Streetcar Named Desire                       |                                             |
| Lez Brotherston                         | Play Without Words                             |                                             |
| William Dudley                          | The Coast of Utopia                            |                                             |
| Anthony Ward                            | Chitty Chitty Bang Bang                        |                                             |
| 2004                                    |                                                |                                             |
| William Dudley                          | Hitchcock Blonde                               |                                             |
| Bob Crowley                             | Mourning Becomes Electra                       |                                             |
| Franco Zeffirelli                       | Absolutely! (Perhaps)                          |                                             |
| 2005                                    |                                                |                                             |
| Giles Cadle                             | His Dark Materials                             |                                             |
| Bob Crowley                             | Mary Poppins                                   |                                             |
| William Dudley                          | The Woman in White                             |                                             |
| Ian MacNeil                             | Festen                                         |                                             |
| Christopher Oram                        | Suddenly, Last Summer                          |                                             |
| 2006                                    |                                                |                                             |
| Rob Howell                              | Hedda Gabler                                   |                                             |
| Ian MacNeil                             | Billy Elliot                                   |                                             |
| Christopher Oram                        | Don Carlos                                     |                                             |
| 2007                                    |                                                |                                             |
| David Farley und Timothy Bird           | Sunday in the Park with George                 |                                             |
| Tim Hatley                              | Spamalot                                       |                                             |
| Eugene Lee                              | Wicked                                         |                                             |
| 2008                                    |                                                |                                             |
| Rae Smith und Handspring Puppet Company | War Horse                                      |                                             |
| Rob Howell                              | The Lord of the Rings                          |                                             |
| David Rockwell                          | Hairspray                                      |                                             |
| Anthony Ward und Lorna Heavey           | Macbeth                                        |                                             |
| 2009                                    |                                                |                                             |
| Todd Rosenthal                          | August: Osage County                           |                                             |
| Paul Brown                              | Marguerite                                     |                                             |
| Soutra Gilmour                          | The Collection and The Lover                   |                                             |
| Neil Murray                             | Brief Encounter                                |                                             |
| Tom Piper                               | The Histories                                  |                                             |

### 2010–2019
| Jahr                            | Designer                                          | Produktion               |
| 2010                            |                                                   |                          |
| ------------------------------- | ------------------------------------------------- | ------------------------ |
| 2010                            | Ultz                                              | Jerusalem                |
| 2010                            | Christopher Oram                                  | Red                      |
| 2010                            | Mark Thompson                                     | England People Very Nice |
| 2010                            | Anthony Ward                                      | ENRON                    |
| 2011                            |                                                   |                          |
| Bunny Christie                  | The White Guard                                   |                          |
| Lez Brotherston                 | Design for Living                                 |                          |
| Miriam Buether                  | Earthquakes in London                             |                          |
| Bob Crowley                     | Love Never Dies                                   |                          |
| 2012                            |                                                   |                          |
| Rob Howell                      | Matilda                                           |                          |
| Rob Howell                      | Ghost                                             |                          |
| Michael Taylor                  | The Ladykillers                                   |                          |
| Mark Thompson                   | One Man, Two Guvnors                              |                          |
| 2013                            |                                                   |                          |
| Bunny Christie und Finn Ross    | The Curious Incident of the Dog in the Night-Time |                          |
| Hildegard Bechtler              | Top Hat                                           |                          |
| Miriam Buether und Wang Gongxin | Wild Swans                                        |                          |
| Tim Hatley                      | The Bodyguard                                     |                          |
| 2014                            |                                                   |                          |
| Es Devlin                       | Chimerica                                         |                          |
| Bob Crowley                     | Once                                              |                          |
| Tim Goodchild                   | Strangers on a Train                              |                          |
| Mark Thompson                   | Charlie and the Chocolate Factory                 |                          |
| 2015                            |                                                   |                          |
| Es Devlin                       | The Nether                                        |                          |
| Bunny Christie                  | Made in Dagenham                                  |                          |
| Rob Jones                       | City of Angels                                    |                          |
| Jan Versweyveld                 | A View from the Bridge                            |                          |
| 2016                            |                                                   |                          |
| Anna Fleischle                  | Hangmen                                           |                          |
| Hildegard Bechtler              | Oresteia                                          |                          |
| Es Devlin                       | Hamlet                                            |                          |
| Jonathan Fensom                 | Farinelli and the King                            |                          |
| 2017                            |                                                   |                          |
| Christine Jones                 | Harry Potter and the Cursed Child                 |                          |
| Bob Crowley                     | Aladdin                                           |                          |
| Bob Crowley                     | The Glass Menagerie                               |                          |
| Rob Howell                      | Groundhog Day                                     |                          |
| 2018                            |                                                   |                          |
| Bob Crowley and 59 Productions  | An American in Paris                              |                          |
| Bunny Christie                  | Ink                                               |                          |
| Rob Howell                      | The Ferryman                                      |                          |
| Vicki Mortimer                  | Follies                                           |                          |
| 2019                            |                                                   |                          |
| Bunny Christie                  | Company                                           |                          |
| Bob Crowley                     | The Inheritance                                   |                          |
| Es Devlin                       | The Lehman Trilogy                                |                          |
| Anna Fleischle                  | Home, I’m Darling                                 |                          |

### Seit 2020
| Jahr                                                                       | Designer                          | Produktion   |
| 2020                                                                       |                                   |              |
| -------------------------------------------------------------------------- | --------------------------------- | ------------ |
| 2020                                                                       | Bob Crowley                       | Mary Poppins |
| 2020                                                                       | Soutra Gilmour                    | &Juliet      |
| 2020                                                                       | Rae Smith                         | Rosmersholm  |
| 2020                                                                       | Rae Smith                         | Uncle Vanya  |
| 2021/2022                                                                  |                                   |              |
| Tim Hatley (Bühnenbild), Nick Barnes und Finn Caldwell (Puppendesign)      | Life of Pi                        |              |
| Tim Hatley (Bühnenbild) und Finn Ross (Videodesign)                        | Back to the Future: The Musical   |              |
| Derek McLane                                                               | Moulin Rouge!                     |              |
| Tom Scutt                                                                  | Cabaret                           |              |
| 2023                                                                       |                                   |              |
| Tom Pye                                                                    | My Neighbour Totoro               |              |
| Miriam Buether                                                             | To Kill a Mockingbird             |              |
| Ben Stones                                                                 | Standing at the Sky’s Edge        |              |
| Mark Walters                                                               | Jack and the Beanstalk            |              |
| 2024                                                                       |                                   |              |
| 59 Productions (Videodesign) und Miriam Buether (Szenendesign)             | Stranger Things: The First Shadow |              |
| Nathan Amzi und Joe Ransom (Videodesign) und Soutra Gilmour (Szenendesign) | Sunset Boulevard                  |              |
| Bunny Christie (Szenendesign)                                              | Guys and Dolls                    |              |
| Es Devlin (Szenendesign) und Ash J. Woodward (Videodesign)                 | Dear England                      |              |